# تونفا

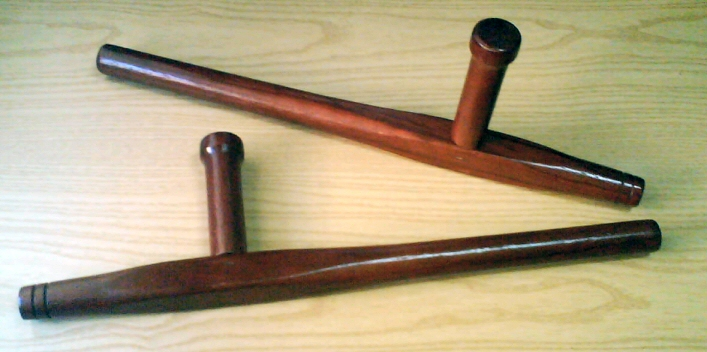
یک جفت تونفای چوبی

تونفا (به چینی: 柺)، (به اوکیناوایی: トンファー)، (به پین‌یین: guǎi) که با نام‌های تونگ‌فا یا تویفا نیز شناخته می‌شود جنگ‌افزاری اوکیناوایی است. این جنگ‌افزار یک چوب با طول حدود ۱۵ تا ۲۰ اینچ است که دسته‌ای کوچک به‌طور عمود بر آن قرار دارد. معمولاً با چوب درخت بلوط قرمز و به‌صورت جفتی ساخته می‌شود. در هنرهای رزمی تایلند نیز جنگ‌افزاری با نام کرابی کرابونگ وجود دارد که شبیه به تونفاست.

## تاریخچه
دربارهٔ اینکه تونفا در کجا و چگونه به وجود آمده‌است تردید وجود دارد، اما عقیده کلی بر این است که در چین یا اندونزی به وجود آمده و به جزیره اوکیناوا را یافته‌است. چینی‌ها معتقدند که تونفا از عصایی که برای کمک به راه رفتن زیر بغل خود می‌گذاشته‌اند به وجود آمده‌است. اما در افسانه‌های محلی اوکیناوا آمده‌است که در دوران شاه شوشین که از پادشاهان ریوکیو بود برای تبثیت وضعیت کشور پس از جنگ‌های داخلی گذشته، تمرین هنرهای رزمی ممنوع شد. همین ممنوعیت باعث گرایش به به وجود آمدن جنگ‌افزارهای نامتعارف از وسایل کشاورزی برای دفاع شخصی شد. در همین راستا گفته می‌شود که تونفا، از دسته‌ای چوبی که در آسیاب‌های دستی کوچک برای آرد کردن غلات از آن استفاده می‌شده به وجود آمده‌است.
در دهه ۱۹۶۰ با افزایش گرایش به شناخت هنرهای رزمی در جهان، سازمان‌های اجرایی قانون در جهان به برتری‌های تاکتیکی تونفا بر باتون پی بردند. از آن زمان به بعد، استفاده از تونفا در نیروهای پلیس سرتاسر جهان گسترش یافت که مدل‌هایی از آن همچون خانواده TR-24 و خانواده PR-24 نیز در میان این سازمان‌ها شناخته‌شده هستند. این مسئله باعث تعجب خواهد شد که بدانیم نیروهای شهربانی ژاپن در دوره‌های بسیار دور از این جنگ‌افزار برای حفظ امنیت شهرها استفاده می‌کرده‌اند. از تونفا حتی برای دفاع در برابر شمشیر سامورایی (کاتانا) نیز می‌توان بهره برد.

### دلایل استفاده در نیروهای پلیس

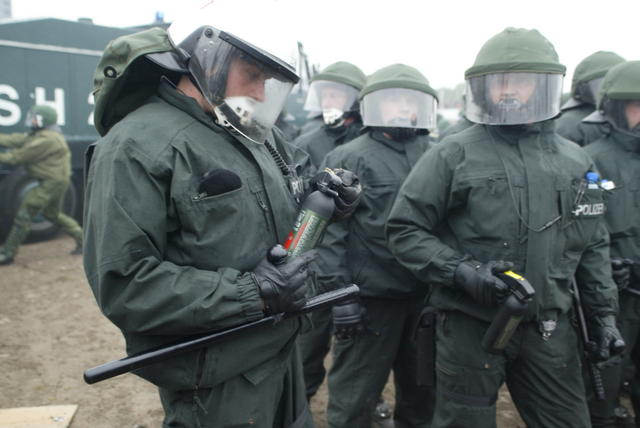
یک پلیس آلمانی که تونفا در دست دارد

از مزیت‌های تونفا که باعث شده نیروهای پلیس جهان آن را بر باتون ساده ترجیح دهند می‌توان موارد زیر را برشمرد:
- تعداد بسیار بیشتری تکنیک دفاعی و چرخشی نسبت به باتون ساده دارد.
- وجود دسته در تونفا باعث نگهداری محکم جنگ‌افزار شده و نمی‌توان آن را به سادگی باتون ساده از چنگ صاحب آن ربود.
- وجود دسته باعث می‌شود که در اثر ضربه از دست جدا نشود.
- می‌توان با آن ضربه‌های محکمتری نسبت به باتون ساده وارد کرد.
- به خاطر ساختار طراحی آن، بیشتر از آن که یک جنگ‌افزار تهاجمی باشد یک جنگ‌افزار دفاعی است و همین مسئله باعث می‌شود که به جای استفاده غیرکنترل‌ شده از آن، همچون یک چماق، به صورت هدفدار و کنترل‌شده آن را به کار برد. همچنین حالت دفاعی آن تصویری بهتر از باتون در ذهن جامعه ایجاد می‌کند.

البته در برابر این مزایا، معایبی نیز به همراه دارد، از جمله اینکه:
- افسران پلیس برای فهم کامل مزایای آن به آموزش بیشتری نسبت به باتون ساده نیاز دارند.
- دسته آن وزنش را نسبت به باتون ساده افزایش می‌دهد.
- هنگام استفاده از تونفا به صورت باتون، کارایی آن از باتون ساده کمتر می‌شود.

## تکنیک‌ها

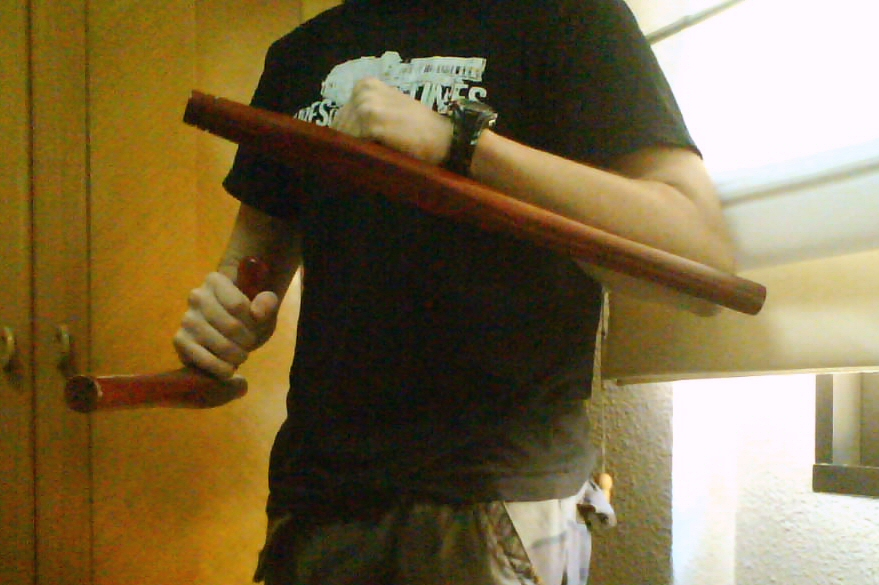
فردی با یک جفت تونفا در دست

تونفا می‌تواند از دسته کوچک عمودی آن یا از دسته روی بدنه گرفته شود. در هنگام گرفتن دسته کوچک آن، خود چوب از دست و بازو محافظت کرده و برآمدگی انتهای دسته کوچک نیز از انگشتان دست محافظت می‌کند. با گرفتن انتهای آن می‌توان از آن برای ضربه با دسته کوچک یا استفاده از دسته کوچک به مانند قلاب برای بیرون کشیدن سلاح حریف از دستش استفاده کرد.
در هنگام حمله می‌توان چوب را حول محور دسته کوچک چرخاند و به هدف ضربه زد. شخص با این چرخاندن می‌تواند فضای زیادی را پوشش دهد. همچنین شخص چه دسته را گرفته باشد و چه دسته روی چوب، می‌تواند با برآمدگی انتهای دسته کوچک نیز ضربه بزند. با نوک چوب تونفا نیز می‌توان به حریف زد. با گرفتن انتها و ابتدای چوب می‌توان به عنوان دفاع ضربه‌گیر یا تکنیک‌های قفل یا شکستن استفاده کرد.
معمولاً از تونفا به صورت جفتی (در هر دست یکی) استفاده می‌کنند. برخلاف باتون پلیس که تنها از یکی می‌شود استفاده می‌کرد. از آنجاییکه تونفا را در حالت‌های مختلفی می‌توان در دست گرفت، یکی از مباحث آموزشی آن تغییر سریع نحوه بدست گرفتن آن است. این تکنیک‌ها نیازمند چابکی فراوان دست هستند.
همچون بیشتر سلاح‌های مکتب رزمی اوکیناوا، بیشتر تکنیک‌ها و حالات ایستادن تونفا از کاراته آمده و در کاراته وجود دارد. آموزش تونفا در سبک‌هایی از کاراته که سلاح نیز در آن‌ها آموزش داده می‌شود وجود دارد همچون گوجوریو و شوری‌ریو.